# Ljekovita dimnjača
Ljekovita dimnjača (rusno zelje, dimnjavica; lat. Fumaria officinalis), jednogodišnja biljka, najčešća u rodu dimnjača, porodica makovki. Raširena je po Europi (uključujućži Hrvatsku), zapadnoj Aziji i sjevernoj Africi.
Stabljika joj je uspravna i tanka. Narste do 60 cm. visine. Listovi su dvostruko perasto razdijeljeni. Cvjetovi su ružčasti ili bijeli. Postoje neka ljekovita svojstva, pa se koristi kao diuretik, laksativ i kao blago sredstvo za poticanje spavanja.
- F. officinalis
- F. officinalis
- F. officinalis

## Podvrste
- Fumaria officinalis subsp. cilicica (Hausskn.) Lidén
- Fumaria officinalis subsp. officinalis
- Fumaria officinalis subsp. wirtgenii (W.D.J.Koch) Arcang.